# The Latin American Xchange
O The Latin American Xchange (também escrito The Latin American Exchange, The Latin American X-Change e, frequentemente abreviado para The LAX) é um grupo de luta profissional que trabalha na All Elite Wrestling sob nome Santana & Ortiz. Eles fazem parte da facção Inner Circle. A equipa é também conhecida pela sua passagem pela Total Nonstop Action Wrestling. O grupo alcançou o sucesso inicial tendo como membros Konnan, Homicide e Hernandez. O lutador porto-riquenho Apolo foi um breve membro original, que mais tarde foi substituído por Machete. Mais tarde, após a partida de Konnan da TNA, Homicide e Hernandez lutaram exclusivamente como uma dupla.
A personalidade original do LAX denunciava a percepção da repressão das minorias étnicas pela Comissão de gestão da NWA—TNA, com a resposta do LAX como um grupo de militantes bandidos de rua. Depois de se tornar mocinhos, o grupo continuou a ser de latino-americanos de rua, mas abandonou seu foco militante. O grupo oficialmente acabou quando Homicide deixou a TNA em 19 de agosto de 2010.
Porém, em 17 de março de 2013, a LAX foi reunificada, quando Homicide voltou a TNA para participar das gravações do pay-per-view 10 Reunion, durante a qual ele e Hernandez lutaram em uma luta de três duplas, que foi vencida pelo Team 3D também incluiu Bad Influence (Christopher Daniels e Frankie Kazarian). Dois dias depois, a LAX derrotou The Disciples of the New Church (Sinn e Slash) nas gravações do pay-per-view Hardcore Justice 2.
Uma nova formação composta por Konnan, Homicide, Diamanté, Angel Ortiz e Mike Draztik retornou à TNA em 2017 e conquistou o TNA World Tag Team Championship.

## In wrestling
- Hernandez e Homicide
  - Movimentos de finalização
    - 5150 (Elevated cutter)[8]
    - Border Toss por Hernandez seguido de um frog splash de Homicide[9]

- - Movimentos secundários
    - Drive–By[10] (Catapult por Hernandez em um clothesline de Homicide derrubando o adversário para trás, seguido por um running senton no adversário estendido sobre os joelhos de Hernandez)

- Homicide e Machete
  - Movimentos de finalização
    - Elevated diving bulldog[11]
- Temas de entrada
  - "Dawgz" por Konnan
  - "To Live and Die In LAX" por Dale Oliver e Serg Salinas[12]
  - "Do the Thang" por GEARZ[13]
  - "Hardcore" por F.I.L.T.H.E.E. / Brickman Raw
  - "The Truth (com a introdução de Ironside)" por Beanie Sigel (ROH)

## Campeonatos e realizações
- Fighting Spirit magazine
  - The Heyman Award (2006)
- International Wrestling Association
  - IWA World Tag Team Championship (1 vez) – Homicide e Hernandez[14]
- Jersey All Pro Wrestling
  - JAPW Tag Team Championship (1 vez) – Homicide e Hernandez[1]
- Total Nonstop Action Wrestling
  - NWA World Tag Team Championship (2 vezes) – Homicide e Hernandez[1]
  - TNA World Tag Team Championship (2 vezes) – Homicide e Hernandez (1) e Angel Ortiz e Mike Draztik (1)[1]
  - Deuces Wild Tag Team Tournament (2008)[1]
  - Luta do ano (2006) vs. A.J. Styles e Christopher Daniels no No Surrender[15]
- Wrestling Observer Newsletter
  - Dupla do ano (2006)[16]
  - Melhor personagem (2006)[16]